# 蒲溪乡
蒲溪乡，是中华人民共和国四川省阿坝藏族羌族自治州理县下辖的一个乡镇级行政单位。

## 行政区划
蒲溪乡下辖以下地区：
河坝村、色尔村、奎寨村、休溪村和蒲溪村。